# TT18
La tombe thébaine TT 18 est située à Dra Abou el-Naga, dans la nécropole thébaine, sur la rive ouest du Nil, face à Louxor en Égypte.
C'est la sépulture de Baki, qui était chef des peseurs d'or d'Amon au début de la XVIIIe dynastie. Son père était un scribe de comptage du bétail de la reine Ahmès-Néfertary.

## Description
La salle de la tombe est décorée de scènes montrant un banquet avec Baki et sa famille. D'autres scènes montrent Baki et sa famille pêchant et chassant.
La tombe contient des graffitis qui relie le nom de Psousennès II avec son successeur, Sheshonq Ier.